# راي يوري
راي يوري (Ray Ewry) هو لاعب أولمبي لرياضة ألعاب القوى من الولايات المتحدة. شارك في الأولمبياد الصيفي في 1900–1908، وفاز بما مجموعه 8 ميداليات.

## الميداليات
| ذهب | فضة | برونز | المجموع |
| 8   | 0   | 0     | 8       |

## روابط خارجية
- راي يوري على موقع الاتحاد الدولي لألعاب القوى (الإنجليزية)
- راي يوري على موقع الاتحاد الأمريكي لسباقات المضمار والميدان، قاعة المشاهير (الإنجليزية)
- راي يوري على موقع اللجنة الأولمبية الدولية (الإنجليزية)
- راي يوري على موقع أوليمبيديا (الإنجليزية)